# Jakob Feilhuber
Jakob Feilhuber (* 10. Oktober 1912 in Erding; † 9. Oktober 1959 in München) war ein deutscher Ringer.
Er erlernte das Ringen in Erding und bei der RTSG Neuaubing. Beschäftigt war er bei der deutschen Reichsbahn und später bei der deutschen Bundesbahn. 1944 wurde er deutscher Meister im Schwergewicht, Freistil, vor Fritz Müller, Bamberg und Anton Strobl, Neuaubing. Deutscher Vizemeister war er 1941 im Halbschwergewicht hinter Franz Peter, München, 1943 im Schwergewicht hinter Erich Siebert, Litzmannstadt und 1949 im Schwergewicht hinter Fritz Müller (Ringer).
Mit seiner Mannschaft, der RTSG Neuaubing, wurde er 1948 und 1951 deutscher Vizemeister.
| Personendaten    | Personendaten    |
| ---------------- | ---------------- |
| NAME             | Feilhuber, Jakob |
| KURZBESCHREIBUNG | deutscher Ringer |
| GEBURTSDATUM     | 10. Oktober 1912 |
| GEBURTSORT       | Erding           |
| STERBEDATUM      | 9. Oktober 1959  |
| STERBEORT        | München          |